# グレアム・パーカー
グレアム・パーカー（Graham Parker、1950年11月18日 - ）は、イギリス・ロンドン生まれのロック歌手、作曲家である。

## 来歴

### 初期/パブロック（1960年代末 - 1977年）
1960年代後期および70年代初期、グレアム・パーカーは手袋工場やガソリンスタンドといった仕事で働きながら、「Black Rockers」や「Deep Cut Three」のようなイングランドのローカル・バンドで歌っていた。1975年、まもなくスティッフ・レコードを設立し、パーカーを著名な最初のバックバンドと結びつけたデイヴ・ロビンソンと、ロンドンで2、3曲のデモ・トラックを録音した。
1975年夏に結成されたグレアム・パーカー&ルーモア（パーカーおよび、ギターのブリンズリー・シュウォーツとマーティン・ベルモント、キーボードのボブ・アンドリュース、ベースのアンドリュー・ボドナー、ドラムのスティーヴ・グールディング）は、イングランドのパブ・ロック・シーンで演奏を始めた。バンドは、ルーモア・ブラス（The Rumour Brass）として知られる4名のホーン・セクション： ジョン・“アイリッシュ”・アール（サックス）、クリス・ガウアー（トロンボーン）、ディック・ハンソン（トランペット）およびレイ・ビーヴィス（サックス） によって増強された。
1976年にリリースされた、バンドの最初のアルバム『ハウリン・ウィンド』は好評価を受け、スタイル的に類似した『ヒート・トリートメント』がすぐに続いた。ロック、バラード、レゲエに影響された楽曲が混ざったこれらのアルバムは、パーカーの初期の影響（モータウン、ローリング・ストーンズ、ボブ・ディラン、ヴァン・モリソン）を反映しており、ライブ・ショーの中核となった楽曲「White Honey」「Soul Shoes」「Lady Doctor」「Fool's Gold」 、そして彼の初期のテーマ曲となり英国トップ40ヒットとなった「Don't Ask Me Questions」を収録していた。
パーカー&ルーモアは、扇動的なライブ・パフォーマーとして評判となった。この頃に録音されたプロモーション・アルバム『Live at Marble Arch』は、彼らの生々しいステージ・スタイルを示している。彼がゆるく結びついていたパブ・ロック・シーンや、この歌手の階級を意識した歌詞と情熱的なボーカルは、英国で開花し始めていたパンク・ロック同様ロック・ミュージックの変革を告げていた。
グレアム・パーカー&ルーモアは、1976年の早い時期にレコーディング・キャリアを築くことにより、いつも比較される他の2人の「ニュー・ウェイヴの英国シンガー・ソングライター」であるエルヴィス・コステロとジョー・ジャクソンに先行した。コステロのファースト・シングルは1977年にリリースされ、ジャクソンのファースト・ソロ・シングルは1978年後半だった。ジャクソンは1976年4月始めに3枚のノン・チャート・シングルをリリースした Arms & Legs のメンバーでもあったが、それはパーカーとルーモアのデビュー・シングル「シリー・シング」リリースのちょうど1ヶ月後だった。キャリア初期、パーカーの仕事はジャクソンやコステロのとの比較が好まれた。その後、長きに渡ってジャーナリストは彼等を一緒くたに分類し続け、アーティストの作品が異なっていって久しいにもかかわらず、「怒れる若者たち」の一種としてレッテルを貼り続けている。パーカーは辛らつなウィットで、この習慣を批判するのを躊躇しなかった。
最初の2枚のアルバムへの批評家の称賛は LP のセールスとは大体において一致しなかった。グレアム・パーカー&ルーモアは、1977年にBBCテレビの『トップ・オブ・ザ・ポップス』に出演し、1977年3月に英国トップ30 ヒットとなった『The Pink Parker EP』からトランプスの「Hold Back the Night」のカバー・バージョンを演奏した。
この点で、アメリカのマーケットに入り込むことを意識して、パーカーはソング・ライティングのスタイルを変え始めた。この新しい方向の最初の成果は、『スティック・トゥ・ミー』（1977年）に現れた。アルバムは英国チャートのトップ20入りしたが、特に「The Heat in Harlem」のような当時のバンドで最も長いナンバーでは批評家の意見は分かれた。ニック・ロウのプロデュースもまた非難され、一部の批評家は、バンドがか細く聞こえパーカーの声が低くミックスされたと不満を述べた。実際のところそのとき、スタジオでの災難が元のレコーディングを危うくし、グループに短期間でのアルバムの作り直しを強いていた。

### ニュー・ウェイヴ（1978年-1979年）
一部批評家は、『ヒート・トリートメント』後、2年間足踏み状態とパーカーを見なしたが、1978年発表の『パーカリラ (ロック・モンスター / グラハム・パーカー・ライブ)』と呼ばれるグレアム・パーカー&ルーモアの公式ライブ・アルバムは、ルーモアの刺激的なライブ・スタイルが引き続き強力であることを示していた。それは若いミュージシャンへの重大な転機となった。
パーカーは、彼のアメリカでのレコード会社、マーキュリー・レコードの働きに長く不満で、ついに1979年、シングル「Mercury Poisoning」を発表し、セックス・ピストルズの「拝啓EMI殿」でのEMIの契約破棄を思わせた。
彼の新しいレーベル、アリスタ・レコードと伝説的プロデューサー、ジャック・ニッチェの存在にエネルギーを与えられ、パーカーはキャリア最高のアルバムと広く認められている『スクイージング・アウト・スパークス (スパーク!)』を作り上げた。このアルバムでは、以前のアルバムすべてで目立っていたルーモアのブラス・セクションが放棄され、パーカーの最も素晴らしい曲のいくつかへの激しいロック・バッキングに置き換わる結果となった。曖昧ながら妊娠中絶の話題を取り扱ったロック・ミュージックの珍しい曲のひとつ「You Can't Be Too Strong」は特に注目に値した。
『スクイージング・アウト・スパークス (スパーク!)』（1979年）はグレアム・パーカーの最も賞賛されたアルバムである。『スクイージング・アウト・スパークス (スパーク!)』は、いまだにファンおよび、評論家にも同様に、これまで制作された最もよいロック・アルバムの1つとしてランク付けされている。『ローリング・ストーン』誌は、2003年のオールタイム・グレイテスト・アルバム500のリストで335位にした。1987年初めの『ローリング・ストーン』トップ100アルバム1967-1987年のリストでは、『スクイージング・アウト・スパークス (スパーク!)』は45位にランクされ、『ハウリン・ウィンド』は54位に入った。パーカーのプロモーション・キャンペーンの一部としてアメリカのラジオ局に送られた姉妹編のライブ・アルバム『Live Sparks』は、どれだけ曲がステージで映えたかを示しており、別のピリッとした R&B カバー、ジャクソン5の「I Want You Back」も収録していた。
ちなみに放棄されたブラス・セクションは、（ザ・クラッシュのアルバム『ロンドン・コーリング』での）アイリッシュ・ホーンズやルーモア・ブラスとしてクレジットされ、他の人々のレコードで演奏を続けた。特に注目されるのはカトリーナ・アンド・ザ・ウェイヴスの1985年のヒット「ウォーキング・オン・サンシャイン」である。

### ルーモアの終わり（1980年）
ボブ・アンドリュースは1980年はじめにルーモアを去り公式には交代されなかった。ただし次のアルバムのスタジオ・セッションではニッキー・ホプキンスとダニー・フェデリシ（Eストリート・バンド）がキーボードに就いた。
1980年の『ジ・アップ・エスカレーター』は、前作よりはわずかに劣るがイギリスでのパーカーの最高位チャートのアルバムであり、ジミー・イオヴィンによる豪華なプロデュースとブルース・スプリングスティーンのゲスト・ボーカルをフィーチャーしていた。注目すべきはアルバムのフロント・カバーでグレアム・パーカーとだけクレジットされており、「グレアム・パーカー&ルーモア」ではなかった。
『ジ・アップ・エスカレーター』はパーカーのルーモアとのラスト・アルバムとなったが、ギタリストのブリンズリー・シュウォーツは1983年にパーカーと再会し、十年に渡ってこの歌手のアルバムのほとんどでプレイした。またベーシストのアンドリュー・ボドナーは1988年から1990年代中盤にかけてパーカーと再会し、ドラマーのスティーヴ・グールディングはパーカーの2001年のアルバム『Deepcut To Nowhere』で演奏した。

### 商業的成功（1981年-1990年）
1980年代は、資金力のあるレコーディングや、ラジオ、ビデオでの演奏で、パーカーの商業的に最も成功した年だった。この年代を通して英国のプレスは冷淡だったが、彼は最上のバック・バンドとのレコーディングと世界ツアーを続けた。『ジ・アップ・エスカレーター』に続く1982年の『Another Gray Area』は、バック・バンドに有名なセッション・ミュージシャン、ニッキー・ホプキンスとヒュー・マクラケンをフィーチャーした。このアルバムは全英40位、全米51位にチャート入りし、全英トップ40シングル「Temporary Beauty」が生まれた。
スクイーズのギルソン・レイヴィスによるドラミングをフィーチャーし、ギタリストにブリンズリー・シュウォーツが復帰した1983年の『ザ・リアル・マッコー』は、全米アルバムチャート59位に当たったが全英チャートは完全に逃し、それほど成功しなかった。ただしパーカーの1985年リリースの『ステディ・ナーヴス』（グレアム・パーカー&ザ・ショット名義）はまずまず成功し、彼の唯一の米国トップ40ヒット「ウェイク・アップ」を収録していた。ザ・ショットは、ブリンズレー・シュウォーツ（ギター）、ジョージ・スモール（キーボード）、ケヴィン・ジェンキンス（ベース）、およびマイケル・ブラウン（ドラム）という四人組のバックバンドで、全員が『ザ・リアル・マッコー』と『ステディ・ナーヴス』両方でプレイしていた。
『ステディ・ナーヴス』はニューヨークでレコーディングされ、パーカーはこの間、アメリカで生活のほとんどを過ごした。
彼の音楽への妥協のない態度は、パーカーがメジャーレーベルの音楽ビジネスの優先順位の変化と衝突するのを確実にしたし、レーベルの変化は1980年代中盤後すぐにやって来た。この状況は、グレアム・パーカーのディスコグラフィにあるコンピレーション・アルバムに、注目すべきナンバーが収められていることを部分的に説明している。特に非生産的だったのはパーカーのアトランティック・レコードとの期間で、他のソングライターと協力して当時流行りの「ビッグ・ドラム・サウンド」に焦点を合わせるよう言われたと語っていた。そうするかわりにパーカーは、（アトランティックで何もリリースすることなく）契約を終え、RCAレコードに署名した。
パーカーはレコーディングを自身でプロデュースし始め、サウンドをそぎ落とした『The Mona Lisa's Sister』（1988年）で再び批評家の注目を集めた。それは新しい「モダン・ロック」フォーマットの成功だった。このアルバムのためのバック・バンドは、元ルーモアの仲間シュウォーツ、ボドナーを含む、キーボード奏者にジェームス・ホールウェルとスティーヴ・ナイーヴ、元ロックパイルおよびダイアー・ストレイツのドラマー、テリー・ウィリアムス（アンディ・ダンカンで取られた1曲と、他の2曲でナイーヴ同様エルヴィス・コステロ&アトラクションズのメンバーだったピート・トーマスに交代）だった。
『The Mona Lisa's Sister』は1989年の『ローリング・ストーン』1980年代グレイテスト・アルバム100の97位にランクインしている。

### 1990年代
パーカーは1990年代初期を通してRCAへレコーディングを続け、概して批評家の受けは良かったがチャートでの成功はほとんど無かった。長年のギタリスト、シュウォーツは好評だった1990年のアルバム『Human Soul』の後、再びパーカーと袂を分かった。
パーカーの1991年発表の『Struck By Lightning』は、以前のパーカーのリリースよりわずかにルーツ寄りな味を持ち、バックバンドにベーシストのボドナーおよびアトラクションズのドラマー、ピート・トーマスがフィーチャーされただけでなく、キーボードでザ・バンドのガース・ハドソンがゲスト参加した。ただし米国131位のアルバムチャート最高位は、RCAを満足させるには十分でなく、パーカーはレーベルを解約された。
彼は、素早く盛りかえした。パーカー、ボドナー、トーマスはスタイル・カウンシルのキーボード奏者ミック・タルボットを迎え、このユニットは米国のメジャーレーベル、キャピタル・レコードへ1992年の『バーニング・クエスチョンズ』をレコーディングした。このレコードは完全にチャートを外し、またもやパーカーは自身のレーベルが無いことに気づいた。
パーカーがより定まった場所をアメリカのインディペンデントレーベル Razor & Tie に見出す前に、1994年のクリスマスをテーマとした EP『Graham Parker's Christmas Cracker』が、Dakota Arts Recordsからリリースされた。感動的でパーソナルな『12 Haunted Episodes』と1996年の『Acid Bubblegum』（キーボードにブロンディのジミー・デストリーをフィーチャー）の後、パーカーは1990年代後期は鳴りを潜めた。しかし彼はかなり定期的にライブをし続け、バックバンドにはたびたびフィッグス（ルーモアのように、パーカーをバッキングしないときは別ユニットとしてレコードを出した）を起用した。

### 21世紀に入って
パーカーは2001年、初期のルーモアとの仕事のイギリスでの再発と、Razor & Tieへの3番目のスタジオ・アルバムで、この歌手の人生と目的を包括的に振り返ることを意図するかのような洞察力に富む新曲のコレクション『Deepcut to Nowhere』とで、非常に活発な期間を開始した。20年ぶりに元ルーモアのドラマー、スティーヴ・グールディングとパーカーはレコーディングし、再会を跡付けもした。
2003年に、パーカーはビートルズにレコーディングされなかった、あまり知られていないジョン・レノン / ポール・マッカートニー作品のアルバムを録音するために、B-52's のケイト・ピアソンと、ビル・ヤノヴィッツと協力した。『ロスト・ソングス・オブ・レノン&マッカートニー〜フロム・ア・ウィンドウ』（From A Window: Lost Songs of Lennon & McCartney）と呼ばれるアルバムは、「ピアソン、パーカー、ヤノビッツ」とクレジットされた。
新しいソロの仕事は2004年の『Your Country』が続き、パーカーがレーベルをシカゴを拠点とするインディーズ、Bloodshot Recordsに変更したことが判明した。カントリー・ミュージックへの関心を示した『Your Country』は、いつものパーカーよりもわずかにルーツ寄りなサウンドとなっていた。
2005年に続いたのは、かつてのバックバンド、フィッグスと短期間でレコーディングされたアップテンポのロックンロール・コレクション『Songs Of No Consequence』だった。引き続き始まったフィッグスとのツアーからのショーはFMラジオで放送され、2006年のライブ・アルバムとなった。2007年3月、フルレンジの新作『ドント・テル・コロンバス』が、パーカーの3年間で4作目のアルバムとしてリリースされた。『ドント・テル・コロンバス』では、パーカーが商業的成功の不足について「望みを見つけた時、誰もが止めろと言った」と表明する自叙伝的な「ディスカヴァード・アメリカ」を含む、復調と呼ぶのは不適当だが、ここ何年かでベストの曲のグレアム・パーカーが認められる。
彼のレコードに加え、1980年パーカーはイラスト入りの SF 短編小説『Great Trouser Mystery』を発表した。2000年6月には短編集『Carp Fishing on Valium』を出版。3冊目の著作、小説『Other Life of Brian』は2003年9月に発表されている。2012年から再びルーモアの全員で活動をしている。

## ディスコグラフィ

### スタジオ・アルバム
- 『ハウリン・ウィンド』 - Howlin' Wind (1976年) ※グレアム・パーカー&ルーモア名義
- 『ヒート・トリートメント』 - Heat Treatment (1976年) ※グレアム・パーカー&ルーモア名義
- The Pink Parker EP (1977年) ※グレアム・パーカー&ルーモア名義
- 『スティック・トゥ・ミー』 - Stick To Me (1977年) ※グレアム・パーカー&ルーモア名義
- 『スクイージング・アウト・スパークス (スパーク!)』 - Squeezing Out Sparks (1979年) ※グレアム・パーカー&ルーモア名義
- 『ジ・アップ・エスカレーター』 - The Up Escalator (1980年) ※グレアム・パーカー&ルーモア名義
- Three Chords Good (2012年) ※グレアム・パーカー&ルーモア名義
- Mystery Glue (2015年) ※グレアム・パーカー&ルーモア名義
- Another Grey Area (1982年)
- 『ザ・リアル・マッコー』 - The Real Macaw (1983年)
- 『ステディ・ナーヴス』 - Steady Nerves (1985年) ※グレアム・パーカー&ザ・ショット名義
- The Mona Lisa's Sister (1988年)
- Human Soul (1989年)
- Struck by Lightning (1991年)
- 『バーニング・クエスチョンズ』 - Burning Questions (1992年)
- Graham Parker's Christmas Cracker EP (1994年)
- 12 Haunted Episodes (1995年)
- Acid Bubblegum (1996年)
- Loose Monkeys (outtakes) (1999年)
- That's When You Know (2001年) ※1976年デモ + Live at Marble Arch
- Deepcut To Nowhere (2001年)
- Your Country (2004年)
- Songs of No Consequence (2005年) ※with The Figgs as his backup band
- 『ドント・テル・コロンバス』 - Don't Tell Columbus (2007年)
- Carp Fishing on Valium (2009年)
- Imaginary Television (2011年)
- Three Chords Good (2012年) ※グレアム・パーカー&ルーモア名義
- Mystery Glue (2015年) ※グレアム・パーカー&ルーモア名義
- 『クラウド・シンボルズ』 - Cloud Symbols (2018年) ※グレアム・パーカー&ザ・ゴールドトップス名義
- 『スクイージング・アウト・スパークス・アコースティック』 - Squeezing Out Sparks Solo Acoustic 40th Anniversary (2019年)
- Last Chance to Learn the Twist (2023年) ※グレアム・パーカー&ザ・ゴールドトップス名義

### ライブ・アルバム
- Live at Marble Arch (1976年) ※グレアム・パーカー&ルーモア名義
- At The Palladium, New York, NY (1977年) ※グレアム・パーカー&ルーモア名義
- 『パーカリラ (ロック・モンスター / グラハム・パーカー・ライブ)』 - The Parkerilla (1978年) ※グレアム・パーカー&ルーモア名義
- Live Sparks (1979年) ※グレアム・パーカー&ルーモア名義
- Live! Alone in America (1989年)
- 『ライヴ・アローン! ディスカヴァリング・ジャパン』 - Live Alone! Discovering Japan (1993年)
- Live from New York (1996年)
- BBC Live in Concert (1996年) ※1977年-1991年のコンピレーション
- The Last Rock and Roll Tour (1997年) ※with The Figgs as his backup band
- Not If It Pleases Me (1998年) ※BBCセッション 1976年-1977年
- King Biscuit Flower Hour Presents Graham Parker (2003年) ※1983年のライブ
- Live Cuts From Somewhere (2003年) ※with The Figgs as his backup band
- Blue Highway (2003年) ※1988年7月4日、イリノイ州シカゴ・グラント・パークでのライブ
- !Live Alone: The Bastard of Belgium (2005年)
- Yer Cowboy Boot (2005年)
- 103 Degrees in June (2006年) ※with The Figgs as his backup band

### コンピレーション・アルバム
- The Best of Graham Parker and the Rumour (1980年)
- Look Back in Anger: Classic Performances (1982年)
- It Don't Mean a Thing If It Ain't Got That Swing (1984年)
- Pourin' It All Out: The Mercury Years (1986年)
- The Best of Graham Parker 1988-1991 (1992年)
- Passion Is No Ordinary Word: The Graham Parker Anthology (1993年)
- 『ノー・ホールディング・バック』 - No Holding Back (1996年)
- Vertigo Compilation (1996年)
- Temporary Beauty (1997年)
- Stiffs & Demons (1999年)
- Master Hits (1999年)
- The Ultimate Collection (2001年)
- You Can't Be Too Strong: An Introduction to Graham Parker and the Rumour (2001年)
- The Official Art Vandelay Tapes (2003年)
- The Official Art Vandelay Tapes Vol 2 (2005年)

### 主なシングル
| 年   | タイトル                      | チャート最高位 | チャート最高位 | チャート最高位     | チャート最高位 | 収録アルバム           |
| 年   | タイトル                      | US Hot 100     | US Modern Rock | US Mainstream Rock | UK             | 収録アルバム           |
| 1977 | "Hold Back the Nigt"          | #58            | -              | -                  | -              | The Pink Parker        |
| 1983 | "Life Gets Better"            | #94            | -              | -                  | -              | The Real Macaw         |
| 1985 | "Wake Up (Next To You)"       | #39            | -              | -                  | -              | Steady Nerves          |
| 1988 | "Don't Let It Break You Down" | -              | #27            | -                  | -              | The Mona Lisa's Sister |
| 1989 | "Big Man on Paper"            | -              | #18            | -                  | -              | Human Soul             |

### オムニバス、サウンドトラック
- 「ホエン・ザ・ライツ・ゴー・ダウン」 - "When the Lights Go Down"

『ハード・トゥ・ホールド』 - Hard To Hold (1984年) （映画『ハード・ツー・ホールド』サウンドトラック）収録
- 「パラライズド」 - "Paralysed" （オーティス・ブラックウェル）

『ブレイス・ユアセルフ! : ア・トリビュート・トゥ・オーティス・ブラックウェル』 - Brace Yourself: A Tribute to Otis Blackwell (1994年) 収録
- 「ノー・ウーマン、ノー・クライ」 - "No Woman No Cry" （ボブ・マーリー Bob Marley ）

In Their Own Words, Vol.1 (1994年) （ニューヨークのライブハウス、ボトムラインのライブ集）収録
- 「マッドネス・オブ・ラブ」 - "The Madness of Love" （リチャード・トンプソン）

『ビート・ザ・リトリート〜ソングス・バイ・リチャード・トンプソン』 - Beat the Retreat: Songs by Richard Thompson (1994年) 収録
- 「エブリデイ・アイ・ハブ・トゥ・クライ」 - "Every Day I have to Cry" （アーサー・アレクサンダー Arthur Alexander ）

『アディオス・アミーゴ／トリビュート・トゥ・アーサー・アレクサンダー』 Adios Amigo (1994年) 収録
- "Childhood Sweetheart"

Burnzy's Last Call (1999年) （映画 Burnzy's Last Call のサウンドトラック）収録
- 「プア・ミー」 - "Poor Me" （チャーリー・パットン）

『ダウン・ザ・ダート・ロード〜チャーリー・パットン・トリビュート』 - Down the Dirt Road: The Songs of Charley Patton (2001年) 収録
- 「ローズ・オブ・イングランド」 - "Rose of England" （ニック・ロウ）

『レイバー・オブ・ラヴ〜ニック・ロウ・トリビュート』 - Labour of Love: the Music of Nick Lowe (2001年) 収録
- 「コンフォタブリー・ナム」 - "Comfortably Numb" （ピンク・フロイド）

A Fair Forgery of Pink Floyd (2003年) （ピンク・フロイドのトリビュート・アルバム）収録
- 「ピンク・キャディラック」 - "Pink Cadillac" （ブルース・スプリングスティーン）

『ライト・オブ・デイ － ブルース・スプリングスティーン・トリビュート』 - Light of Day - A Tribute to Bruce Springsteen (2005年) 収録
ピアソン、パーカー、ヤノヴィッツ
- 『ロスト・ソングス・オブ・レノン&マッカートニー〜フロム・ア・ウィンドウ』 - From A Window: Lost Songs of Lennon & McCartney (2003年)